# 松本泰介
松本 泰介（まつもと たいすけ、1980年 ‐ ）は、日本の法学者。専門はスポーツビジネス、スポーツガバナンス。
早稲田大学スポーツ科学学術院教授を務めるとともに、弁護士（第二東京弁護士会）としてField-R法律事務所に所属。
スポーツ庁、日本スポーツ仲裁機構、日本スポーツ協会、日本スポーツ振興センターをはじめ、各種競技団体としては日本プロ野球選手会、日本バスケットボール協会、日本ハンドボール協会、日本高等学校野球連盟の委員等を歴任した。

## 略歴
- 1980年生。  東大寺学園高等学校卒業
- 2003年 3月	京都大学法学部 卒業
- 2004年 4月	司法研修所 入所
- 2005年10月	弁護士登録（第二東京弁護士会）
- 2013年 9月	DIS Deutsches Sportschiedsgericht（ドイツ国スポーツ仲裁裁判所）にて海外研修（文部科学省委託事業）
- 2016年 4月	早稲田大学スポーツ科学学術院 准教授
- 2019年 1月	早稲田大学博士（スポーツ科学）取得
- 2022年 4月	早稲田大学スポーツ科学学術院 教授

## 主な活動・資格等
- 同志社大学大学院総合政策科学研究科 スポーツマネジメントスクール修了（2005年）
- MPA音楽著作権管理者 養成講座修了（2006年）
- Cologne Academy on International Commercial Arbitration（2013年修了）
- Executive Programme in International Sports Law 2015年修了
- 八面六臂株式会社 社外取締役（2013年～2018年）、社外監査役（2018年～）
- 日本バスケットボール協会 裁定委員（2014年～2015年）
- 日本ハンドボール協会 理事（2019年～2021年）、監事（2021年～）
- 日本ハンドボールリーグ 監事（2021年～）
- 日本スポーツマンシップ協会 理事（2022年～）
- 一般社団法人日本プロ野球選手会 監事（2013年～）
- 日本スポーツ仲裁機構 理解増進専門職員（2013年～）
- 日本スポーツ仲裁機構 スポーツ団体のガバナンスに関する協力者会議委員（2014年）
- 日本スポーツ仲裁機構 スポーツ仲裁法啓発活動委員会委員（2015年～）
- 日本スポーツ仲裁機構 将来構想検討委員会委員（2015年～）
- 日本スポーツ仲裁機構 スポーツ競技団体のコンプライアンス強化委員会（2017年～2019年）
- スポーツ庁 技術審査専門員(2018年～2019年)
- 日本スポーツ協会 加盟のあり方検討プロジェクト委員(2018年～)
- 日本スポーツ協会 加盟団体審査委員（2019年～）
- 日本スポーツ振興センター スポーツ指導における暴力行為等に関する第三者相談・調査委員会特別委員（2013年～）
- 日本高等学校野球連盟 センバツ改革検討委員会アドバイザー（2022年）
- 日本スポーツ振興センター スポーツ団体ガバナンス支援委員（2021年～）
- アメリカ合衆国Sports Lawyers Association会員
- Australian and New Zealand Sports Law Association会員
- 日本スポーツ法学会 理事[3]、年報編集委員
- 日本スポーツ法支援・研究センター 事務局
- 早稲田大学スポーツビジネス研究所（RISB）所長[4]
- 早稲田大学スポーツナレッジ研究所 研究員
- 早稲田大学ベースボール研究所 研究員
- 東京学芸大学 非常勤講師（2009年〜2015年「スポーツ法規論」担当）
- 中央大学法学部 非常勤講師（2012年〜「スポーツ法」担当）

## 著書
- 「トラブルのないスポーツ団体運営のために　ガバナンスガイドブック」（日本スポーツ仲裁機構刊。共著）
- 「詳解スポーツ基本法」（成文堂刊。共著）第II編 スポーツに関わる組織と基本法　第3章「スポーツ団体」担当
- 「スポーツ権と不祥事処分をめぐる法実務　～スポーツ基本法時代の選手に対する適正処分のあり方」（清文社刊。監修）
- 「スポーツにおける真の勝利―暴力に頼らない指導」（エイデル研究所刊。共著）
- 「スポーツガバナンス実践ガイドブック─基礎知識から構築のノウハウまで─」（民事法研究会刊。共著）
- 「スポーツにおける真の指導力─部活動にスポーツ基本法を活かす」（エイデル研究所刊。共著）
- 「NF組織運営におけるフェアプレーガイドライン ～NFのガバナンス強化に向けて」（日本スポーツ仲裁機構刊。共著）
- 「“The FIFA Regulations on Working with Intermediaries Implementation at National Level”, Sports Law and Policy Centre. Section Ⅱ The Implementation of FIFA Regulations - Country Reports (Japan) 担当。共著。
- 「標準テキスト・スポーツ法学」（エイデル研究所刊。編集委員、共著）
- 「代表選手選考とスポーツ仲裁」（大修館書店刊。単著）